# 耶律鑄
耶律鑄（1221年—1285年），字成仲。契丹族人，耶律楚材之子，遼太祖耶律阿保機十世孫。

## 生平
好求仙之術，耶律楚材死後，嗣任中書省事，上疏歷代德政合於時宜者八十一章。1258年，隨蒙哥伐四川，屢出奇计。中统二年（1261年）六月为中书省左丞相。至元元年（1264年），“奏定法令三十七章，吏民便之”。至元二年八月，罷相。至元四年三月，复为中书左丞相，屡罢屡起。至元七年，再罢。至元十三年修《徵蜀道錄》，每至深夜二鼓始擱筆。至元十九年（1282年），阿合马被杀，又为中书左丞相。
至元二十年（1283年）十月，“坐不纳职印、妄奏东平人民聚谋为逆、间谍幕僚、及党罪囚阿里沙，遂罢免，仍没其家资之半，徙居山后”。至元二十二年（1285年）卒。至顺元年，封懿宁王，谥文忠。
著有《双溪醉隐集》，已佚，清初四庫館臣從《永乐大典》辑编出6卷。